# إريك بلاكوود
اريك بلاكوود (بالإنجليزية: Eric Blackwood)‏ هو مغن مؤلف أمريكي، ولد في 24 يوليو 1968.